# 3FM Serious Request 2012
3FM Serious Request 2012 was de negende editie van Serious Request, de jaarlijks terugkerende actie van de Nederlandse radiozender 3FM waarbij geld wordt ingezameld voor projecten van het Rode Kruis. Deze editie had als doel het terugdringen van babysterfte, en vond plaats van dinsdag 18 tot en met maandag 24 december 2012 op de Oude Markt in Enschede. Het opgehaalde bedrag dat tijdens het slot van de actie is gepresenteerd bedraagt € 12.251.667. Later is dit bijgesteld naar € 13.839.731.

## Doel
Ieder jaar sterven 5,5 miljoen baby's onnodig door gebrek aan medische zorg en begeleiding. Onder het motto Let's hear it for the babies willen 3FM en het Rode Kruis meewerken aan het terugdringen van babysterfte.

## Voorgeschiedenis
Al snel na afloop van 3FM Serious Request 2010 meldden zich meerdere Nederlandse steden aan om het Glazen Huis in hun stad te krijgen. Hieruit kwamen op 22 maart 2011 vier uiteindelijke kanshebbers naar voren: Delft, Kerkrade, Sittard-Geleen en Enschede, waarvan de laatste als winnaar uit de bus kwam. Het initiatief in Enschede werd genomen door Claar Grooten, die als raadslid een motie indiende waarin zij de gemeente opdroeg haar best te doen om Serious Request naar Enschede te halen. De drie dj's die dit jaar in het Glazen Huis verbleven zijn Gerard Ekdom, Michiel Veenstra en Giel Beelen. Het themalied voor het project is het nummer Same Heart, een duet van Laura Jansen en Tom Chaplin.

### Alle kandidaatsteden
| Kandidaatstad  | Provincie    |
| -------------- | ------------ |
| Delft          | Zuid-Holland |
| Enschede       | Overijssel   |
| Kerkrade       | Limburg      |
| Sittard-Geleen | Limburg      |

## Verloop
Het Glazen Huis werd geïnstalleerd op de Oude Markt, direct naast de Grote Kerk. Carice van Houten deed dit jaar het Glazen Huis op slot, waarna zij een optreden verzorgde op een podium tegenover het huis. Gedurende de week presenteerde Patrick Lodiers elke dag een rechtstreeks televisieprogramma waarin hij verslag deed van Serious Request, hierbij terzijde gestaan door Sander Lantinga, Rámon Verkoeijen en Tim Hofman. Aan het einde van de uitzending, rond 20.20 uur, betrad Lantinga het Glazen Huis om de tussenstand van dat moment te onthullen. Timur Perlin en Roosmarijn Reijmer presenteerden overdag elk uur een update over het huis.

### Slaapgasten
Gedurende de week brachten Ilse DeLange, Frans Bauer, Gers Pardoel, Miss Montreal, Roel van Velzen en Johnny de Mol elk een nacht in het huis door als slaapgast. Anders dan de naam 'slaapgast' doet vermoeden, werd er door de slaapgasten doorgaans weinig geslapen tijdens hun bezoek aan het Glazen Huis.

### Tijdschema
| Dag       | Dag       | 02.00–06.00 Graveyardshift | 06.00–10.00 | 10.00–14.00 | 14.00–18.00                               | 18.00–22.00                                                           | 22.00–02.00                             | Slaapgast       |                          | Stand (rond 20.30) |
| --------- | --------- | -------------------------- | ----------- | ----------- | ----------------------------------------- | --------------------------------------------------------------------- | --------------------------------------- | --------------- | ------------------------ | ------------------ |
| 1         | di 18 dec | —                          | —           | —           | 16.00–19.00 Warming up met Coen en Sander | 19.00–20.30 Warming up met Domien 20.30–22.00 Gerard, Giel en Michiel | Michiel                                 | Frans Bauer     | —                        |                    |
| 2         | wo 19 dec | Gerard                     | Giel        | Gerard      | Michiel                                   | Gerard                                                                | Giel                                    | Gers Pardoel    | € 910.608                |                    |
| 3         | do 20 dec | Michiel                    | Giel        | Gerard      | Michiel                                   | Giel                                                                  | Michiel                                 | Roel van Velzen | € 1.752.907              |                    |
| 4         | vr 21 dec | Gerard                     | Giel        | Gerard      | Michiel                                   | Gerard                                                                | Giel                                    | Miss Montreal   | € 2.958.873              |                    |
| 5         | za 22 dec | Michiel                    | Giel        | Gerard      | Michiel                                   | Giel                                                                  | Michiel                                 | Johnny de Mol   | € 4.292.293              |                    |
| 6         | zo 23 dec | Gerard                     | Giel        | Gerard      | Michiel                                   | Giel                                                                  | 22.00–23.00 Michiel 23.00–02.00 Gerard* | Ilse DeLange    | € 6.142.180              |                    |
| 7         | ma 24 dec | Michiel                    | Giel        | Gerard      | Michiel                                   | 18.00–21.00 Giel, Michiel en Gerard                                   | —                                       | —               | € 8.477.429 (rond 17.55) |                    |
| Eindstand | Eindstand | Eindstand                  | Eindstand   | Eindstand   | Eindstand                                 | Eindstand                                                             | Eindstand                               | Eindstand       | Eindstand                | € 12.251.667       |

* Gerard stond tijd af aan Michiel om een uur in het Twents te presenteren. Michiel kreeg hier in eerste instantie € 20 voor geboden, maar hij vond dit veel te weinig. Hij zegde toe het te doen als het publiek minimaal € 10.000 bood voor het draaien van de plaat Op hoes op an veur Kesmis van de band ENorm. Er werd ruim het dubbele geboden. Michiel presenteerde dit "Twentse uurtje" zondagavond tussen 22.00 en 23.00 uur samen met slaapgast Ilse DeLange.

## Overige acties
In het gehele land zetten mensen lokale acties op waarmee ze geld inzamelden ten behoeve van Serious Request. Te denken valt aan kinderen die langs de deuren gingen om te vragen om lege statiegeldflessen en amateursportploegen die een sponsorloop organiseerden. Daarnaast werden er via Marktplaats.nl zaken geveild, zoals een gebruikte joker uit het televisieprogramma Wie is de Mol?, een nachtje slapen in de IKEA, een gastrol in Toren C en een masterclass van illusionist Hans Klok. Arjen Lubach en Janine Abbring traden in het Glazen huis na 12 jaar weer eenmalig op met hun hit Jelle.

### Acties andere dj's
| Dj's                                  | Actie                                         | Opbrengst   |
| ------------------------------------- | --------------------------------------------- | ----------- |
| Coen Swijnenberg en Sander Lantinga   | Voetbalwedstrijd tegen het RTL Sterrenteam    | € 8.700     |
| Coen Swijnenberg                      | Coens Café                                    | € 104.486   |
| Rob Stenders en Sander Hoogendoorn    | Babysitterservice                             | € 870       |
| Barend van Deelen en Wijnand Speelman | Ontbijtbrigade                                | ?           |
| Claudia de Breij                      | Song op maat (veilingitem)                    | € 5.552     |
| Klaas van Kruistum                    | Gebruikte telefoons inleveren, wens uitvoeren | € 150.068   |
| Paul Rabbering                        | P(l)opquiz                                    | ?           |
| Rámon Verkoeijen                      | Rámon door het land                           | € 96.975,83 |

### Coen en Sander - RTL Sterrenteam
| | |                 | |  |
| Zaterdag 22 december 2012, 22.00 uur Polman Stadion, Almelo Scheidsrechter: Dick Jol Coach 3FM: Henk Bres Coach RTL Sterrenteam: Bert van Marwijk Benefietwedstrijd voor 3FM Serious Request | 3FM Coen Swijnenberg ( p ) 24' | 0 - 1 ( 0 - 0 ) | RTL Sterrenteam 30+1' Geert den Ouden |  |
| Zaterdag 22 december 2012, 22.00 uur Polman Stadion, Almelo Scheidsrechter: Dick Jol Coach 3FM: Henk Bres Coach RTL Sterrenteam: Bert van Marwijk Benefietwedstrijd voor 3FM Serious Request | Selectie 3FM: Coen Swijnenberg Sander Lantinga Jan van Halst Jochem van Gelder Teun Hieltjes Cas Hieltjes Andy van der Meyde Youri Mulder Ulrich van Gobbel Pascalle Tang Carmen Manduapessy Enzo Leeuwerke (winnaar veiling) |                 | Selectie RTL Sterrenteam: Bas Muijs John Williams Ben Saunders Michael Mols Baas B Pieter Collen Koert-Jan de Bruijn Regilio Vrede Yes-R Humberto Tan Jody Bernal Charly Luske Geert den Ouden Johannes Rypma Lenny Keylard |  |
| Bijzonderheden: wedstrijd duurde 2x 15 minuten. | |                 | |  |

## Externe link

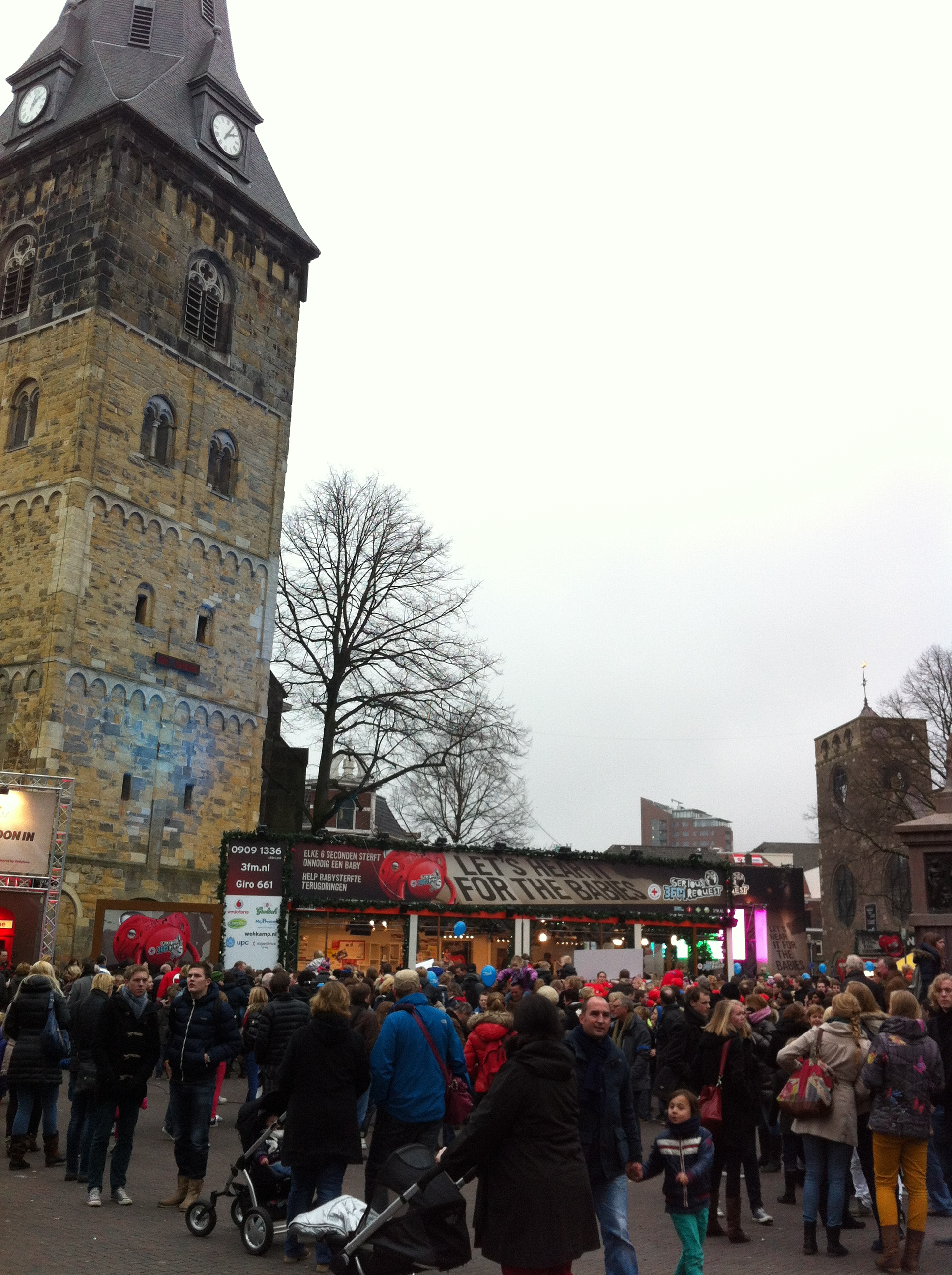
Het Glazen Huis met links de Grote Kerk.
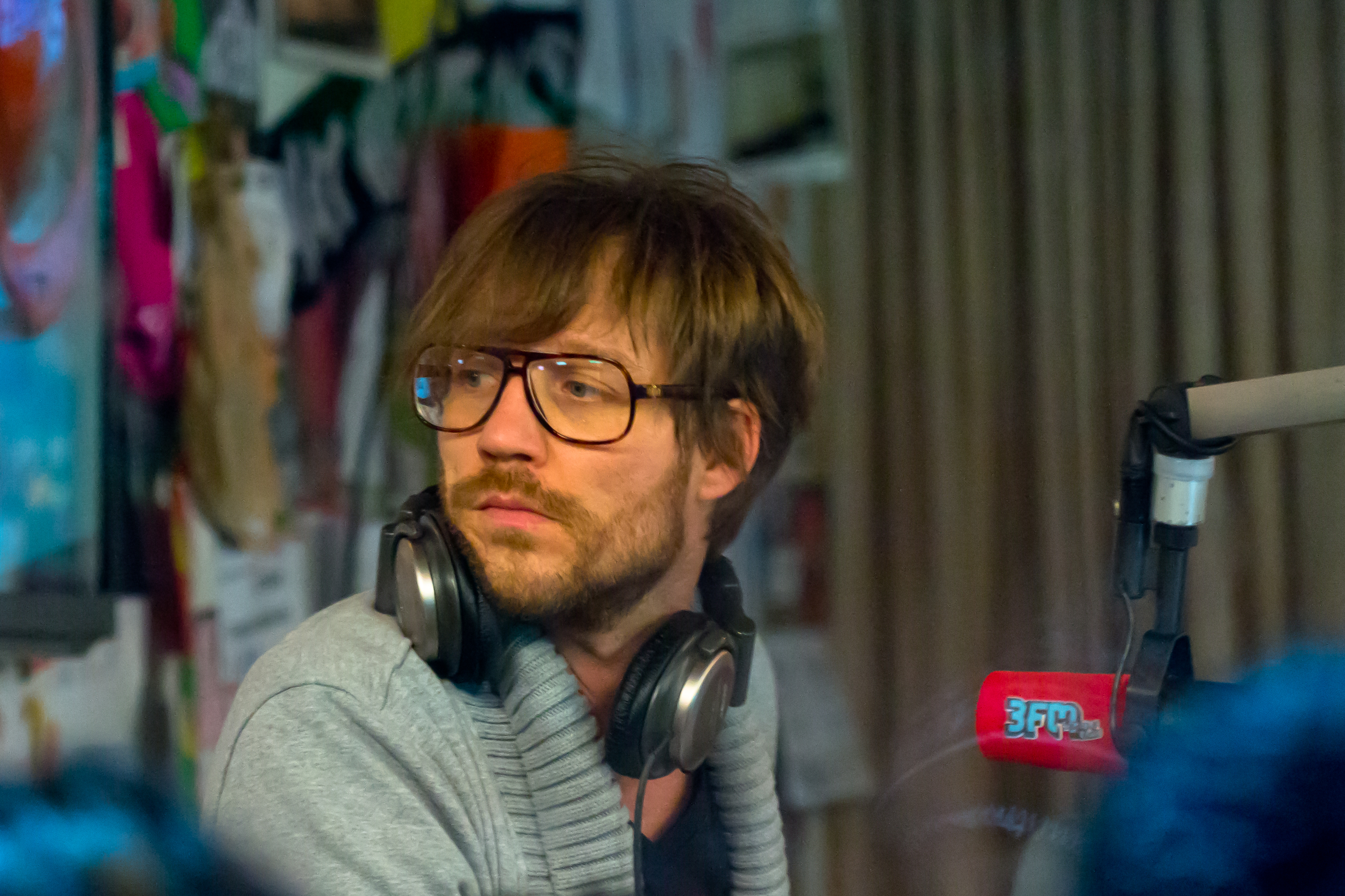
Giel Beelen in het Glazen Huis.
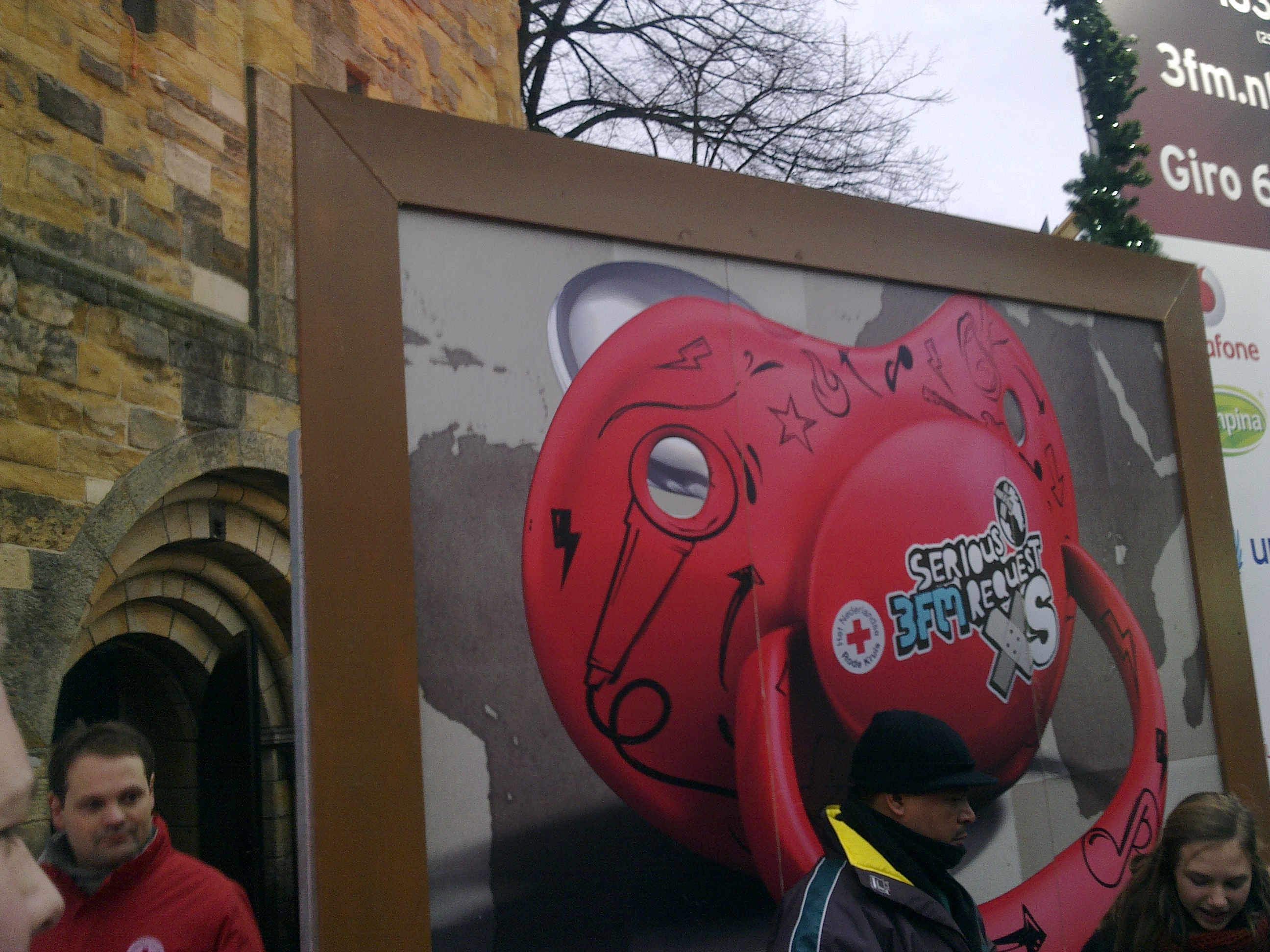
Logo "Let's Hear it for the Babies" voor de Grote Kerk.
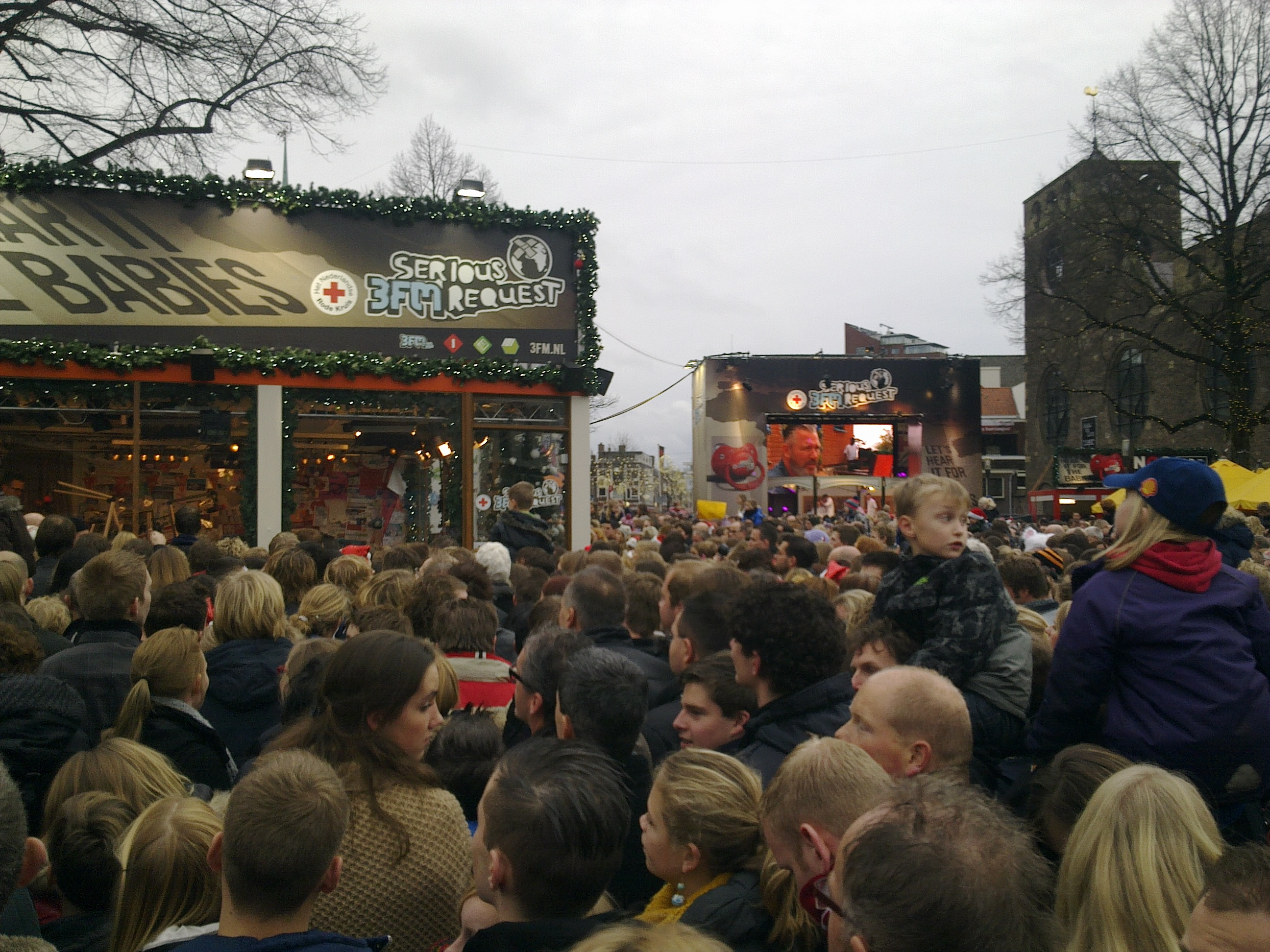
De Oude Markt vol met belangstellenden.
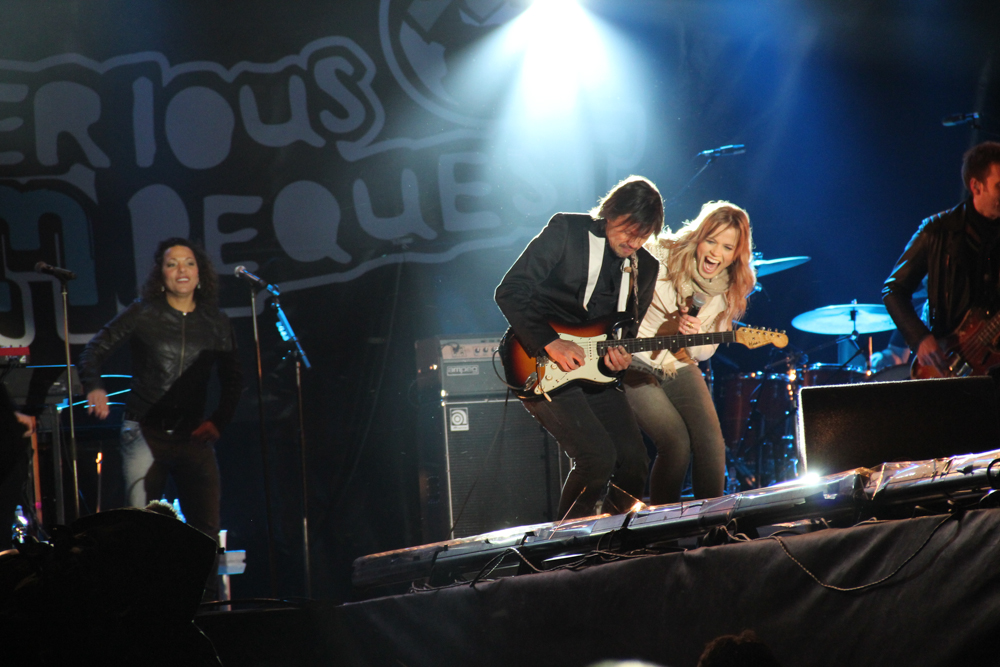
Ilse DeLange tijdens de eindshow van Serious Request 2012.
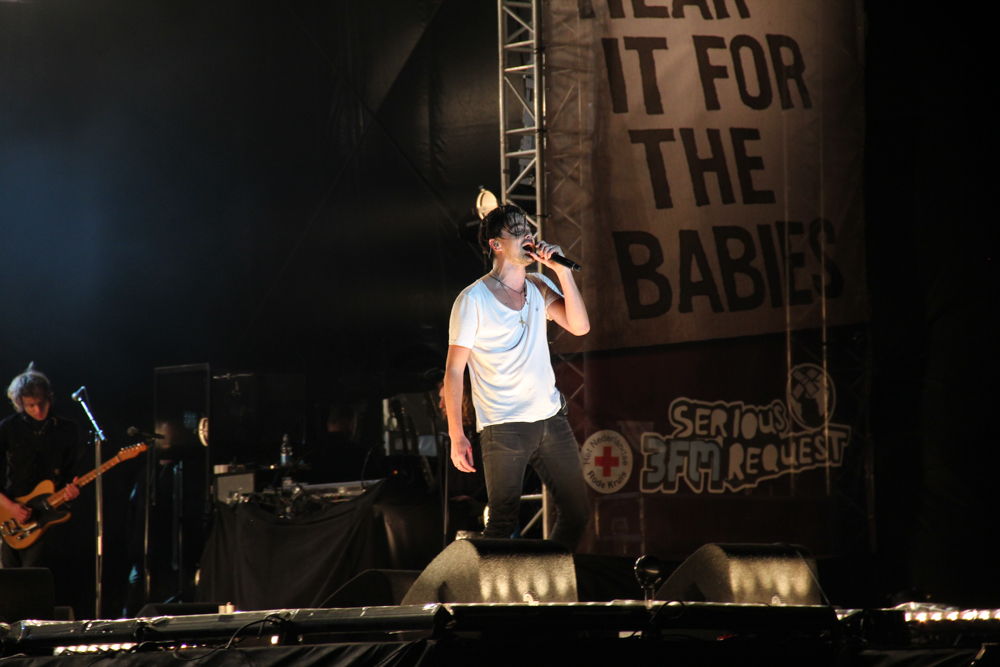
Kane tijdens de eindshow.